# Distretto di Ruyi Du Ab
Il distretto di Ruyi Du Ab è un distretto dell'Afghanistan appartenente alla provincia del Samangan.